# شبكة أخبار أولنيبون

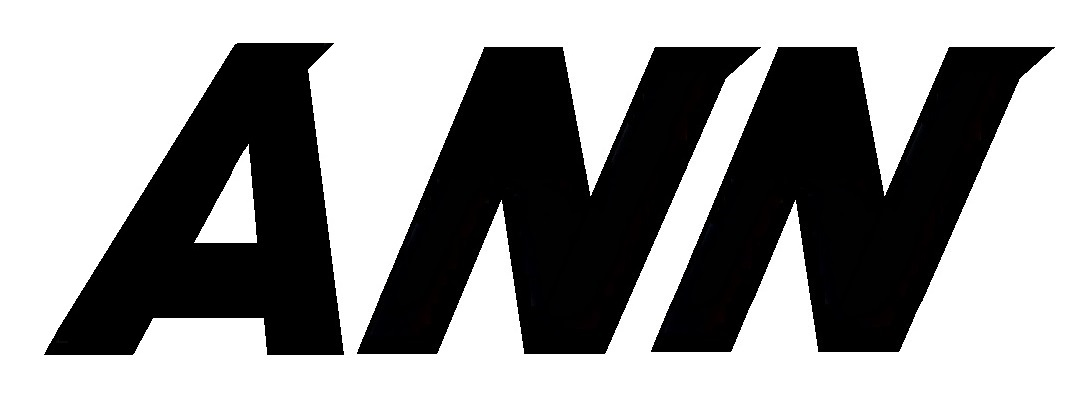
شعار شبكة أخبار أولنيبون (حتى سبتمبر 2003)

شبكة أخبار أولنيبون (بالإنجليزية: All-Nippon News Network)‏ أو ANN  هي شبكة تلفزيون إخبارية في اليابان تنشر بواسطة شركة تلفزيون أساهي.

## وصلات خارجية
- الموقع الرسمي